# Земледелец (Новосибірська область)
Земледелец (рос. Земледелец) — селище у Сузунському районі Новосибірської області Російської Федерації.
Входить до складу муніципального утворення Ключіковська сільрада. Населення становить 433 особи (2010).

## Історія
Згідно із законом від 2 червня 2004 року органом місцевого самоврядування є Ключіковська сільрада.

## Населення
| 2002 | 2007 | 2010 |
| ---- | ---- | ---- |
| 440  | ↗485 | ↘433 |